# Distretto di Naran
Il distretto di Naran è uno dei tredici distretti (sum) in cui è suddivisa la provincia di Sùhbaatar, in Mongolia. Conta una popolazione di 336 abitanti (censimento 2009). 